# Мина (японска певица)
Мина Мийоуи (на японски: 名井 南) по-известна със сценичното си име Мина (на корейски: 미나; на японски: ミナ), е поддържаща вокалистка и основна танцьорка. и член на южнокорейската момичешка група „Twice“, формирана от „JYP Entertainment“. Тя е един от японските членове на групата (останалите са Момо и Сана).

## Биография
Мина е родена на 24 март 1997 г. в Сан Антонио, Тексас, но е израснала в Кобе, Япония, като дете. През 2017 г. е обявено, че тя има и японско, и американско гражданство. Не е ясно обаче кое гражданство Мина понастоящем притежава, като се има предвид, че Япония има често принудителна политика да изисква от своите граждани да изберат само едно гражданство, след като навършат 22 години, а тя навърши 22 години през 2019 г. Членовете на нейното семейство са майка ѝ Myoui Sachiko, баща ѝ Akira Myoui и по-големият ѝ брат Kai Myoui. Посещавала е Obayashi Sacred Heart School. Мина тренира балет от ранна възраст и го практикува повече от десетилетие, преди да дебютира с Twice. Тя пазарува с майка си в Осака, когато служител на JYP Entertainment се приближава и предлага прослушване в компанията. По-късно Мина заминава за Южна Корея на 2 януари 2014 г. за да стане Kpop идол в JYP Entertainment. 2014 – 2015 г. тя се появява в музикалните видеоклипове на различни групи и изпълнители, като например „Stop Stop It“ на Got7, „Feel“ на Junho, „R.O.S.E“ на Wooyoung и „Only You“ на Miss A.

## Дебют и кариера
През 2015 г. тя се присъединява към риалити шоуто Sixteen, конкурс, който определя бъдещите членове на Twice. Като един от деветте класирали се участници, дебютира като част от новосформиралата се група. През октомври 2015 г. те издават първия си албум The Story Begins. Водещият сингъл в него, „Like Ooh-Ahh“ е първата Крор дебютна песен, достигнала 100 милиона гледания в YouTube.

## Разпознаване
Мина е известна като една от основните танцьори на Twice и си заслужава популярността в Южна Корея и по целия свят. Нейната известност, съчетана с тези на сънародниците ѝ, Сана и Момо, спомагат за отношенията на Япония с Южна Корея.

## Личен живот

### Здраве
На 11 юли 2019 г. е обявено, че Мина няма да участва в световното турне на TWICE, TWICELIGHTS заради борбата ѝ с внезапната изключителна тревожност и несигурност при изявата си на сцената. На 27 август JYP Entertainment пусна изявление, според което след професионални изследвания Мина е диагностицирана с тревожно разстройство. Основните характеристики на симптомите са непрекъсната тревожност или периодично безпокойство, което се появява неочаквано, а също и резки промени в нивото на тревожност. Въз основа на това, нейното участие в дейностите на групата се обсъждат с нея и членовете, и трябва да бъде решено изцяло въз основа на обективното здравословно състояние на Мина. На 11 февруари 2020 г. Мина се завърна на "Twice World Tour: Twicelights" във Фукуока, Япония

### Фотокниги
| Заглавие        | Дата             | Издател           |
| --------------- | ---------------- | ----------------- |
| Yes, I am Mina. | 30 декември 2020 | JYP Entertainment |

## Дискография

### Авторство на песни
| Година | Песен                 | Албум         | Със                                         |
| ------ | --------------------- | ------------- | ------------------------------------------- |
| 2018   | „Shot Thru The Heart“ | Summer Nights | Momo и Sana                                 |
| 2019   | „21:29“               | Feel Special  | Всички членове на Twice                     |
| 2022   | „Celebrate“           | Celebrate     | J. Y. Park, Всички членове на Twice, Co-sho |